# Guglielmo Zuelli
Guglielmo Zuelli (né le 20 octobre 1859 à Reggio d'Émilie – mort le 7 octobre 1941 ou 17 octobre 1941 à Milan) est un compositeur, chef d'orchestre et pédagogue italien.

## Biographie
Après avoir perdu ses parents à l'âge de trois ans, il a été élevé par sa grand-mère, avec qui il a été arrêté pour mendicité et condamné à trois jours en prison. À l'âge de neuf ans, il est entré à l'orphelinat de Reggio d'Émilie, où il a appris la musique avec Joseph Grisanti ainsi que divers métiers, machiniste de théâtre, peintre de carrosseries, ébéniste.
En 1876, il est entré au Liceo Musicale de Bologne, grâce à l'aide de quelques philanthropes, et en 1880, il a commencé à travailler au Teatro Ariosto de Reggio d'Émilie, en tant que pianiste et chef d'orchestre. Élève de Alessandro Busi et du chef d'orchestre Luigi Mancinelli, il a obtenu son diplôme de composition en 1882, en présentant le poème symphonique La danza delle ondine.
La victoire avec une pièce en un acte au premier Concours Sonzogno ouvert aux compositeurs débutants (1884) avec La fata del Nord a marqué un tournant dans sa carrière. L'opéra, construit sur un argument fantastique, a été monté avec succès au Teatro Manzoni (Milan) le 4 mai de cette année, avec l'autre œuvre gagnante, Anna e Gualberto de Luigi Mapelli (it).
Après avoir accepté le poste de directeur de la chapelle et professeur de l'École et de l'orchestre d'harmonie d'Adria, le jeune maître commence à travailler à son deuxième opéra, Mocanna o Il profeta del Korasan, sur un livret de Ferdinando Fontana, commandée par la Casa Ricordi, qui n'a pas été représenté, tout en acquérant une mention honorable au Concours Baruzzi de Bologne.
En 1888, Zuelli a remporté le concours organisé par le magazine Musica sacra. Le thème de la fugue à quatre voix qui lui a valu le prix a été basé sur les lettres de « Fede a Bach », suggéré par Arrigo Boito.
La même année, Zuelli est à Bologne, où il a dirigé en juin certaines exécutions de la première italienne de Tristan et Isolde, en tant que chef adjoint de Giuseppe Martucci.
L'année suivante, il s'installe à Forlì, en tant que directeur de l'orchestre d'harmonie et de l'école de musique, et en 1892 à Palerme comme professeur de composition au Conservatoire, dont il a été nommé directeur en 1894.
Plus tard, il devient directeur du Conservatoire de Parme de 1911 à 1929 et de celui d'Alexandrie de 1929 à 1933.

## Œuvres
Sa composition la plus réussie est le scherzo La festa delle sirene, tiré du poème symphonique Un saluto al mare (1883).
Sa victoire au concours Sonzogno avec La fata del Nord n'a été qu'un feu de paille. Malgré le succès de cet opéra, le compositeur a été incapable de monter une nouvelle œuvre sur la scène et même la gloire de son premier opéra a été perdue rapidement. À cette même compétition, ironiquement, a été également rejeté le premier opéra de Giacomo Puccini, Le Villi.

### Opéras
- La fata del Nord, livret de Naborre Campanini (Milan, Teatro Manzoni, 4 mai 1884)
- Mocanna ou Il profeta del Korasan, livret de Ferdinando Fontana (non représenté)

### Symphonie
- Sinfonia in fa maggiore

### Poèmes symphoniques
- La danza delle ondine (1882)
- Un saluto al mare (Reggio Emilia, Teatro Municipale, 26 janvier 1883)
- Il canto del boaro romagnolo (1913)[2]
- Bertoldo, favola sinfonica in quattro parti (1918)

### Musique sacrée
- Fuga a quattro parti sul tema "Fede a Bach" (1888)
- Missa in honorem Sanctae Agnetis D. et M.: à deux voix égales, orgue ou harmonium

### Musique chorale
- Due cori a 4 parti per voci maschili, "Tra la la", "Nell'ora mesta"
- Al duce, "inno per voci nel mondo italico", pour chant et piano (1928)

### Musique de chambre
- Dolce riposo, berceuse pour violoncelle et piano

### Autres
- Largo per archi, arpa ed armonium
- Lo giorno se ne andava, barcarole pour piano ou pour cordes et harpe, inspirée par l'incipit de l'Enfer - Chant II de Dante (1881)
- Largo (1896)
- Inno alla notte, d'Alphonse de Lamartine (Palerme, Conservatoire, mars 1904)
- Gavotte pour cordes (1910)
- Passa il Natale, poemetto per violino ed organo, vers de Guglielmo Zuelli

### Romanze da camera
- Ti fo paura?, ballade pour ténor avec accompagnement de piano, vers de Luigi Conforti, dédiée à Alessandro Busi (1881)
- La mia canzone, pour voix avec accompagnement de piano, vers de Rabindranath Tagore, trad. it. de Clary Zannoni Chauvet (1916)

## Source
- (it) Cet article est partiellement ou en totalité issu de l’article de Wikipédia en italien intitulé « Guglielmo Zuelli » (voir la liste des auteurs).